# Трансфобия

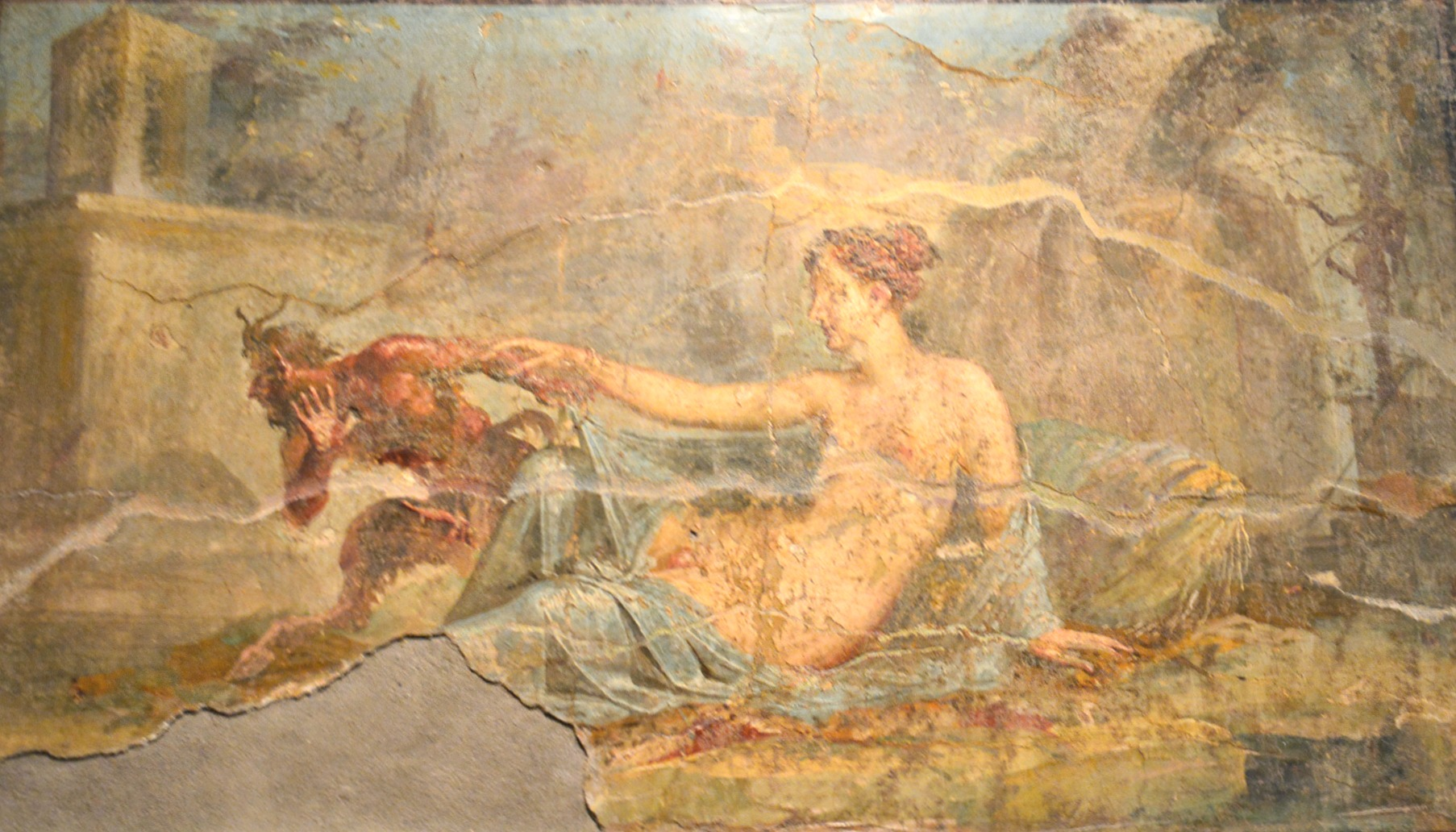
Самое древнее сохранившееся изображение трансфобии в искусстве. Фреска «Пан и Гермафродит» изображает Пана, убегающего с отвращением после обнаружения двуполой природы Гермафродита, дом Диоскуров, Помпеи, около 1—50 годов н. э.

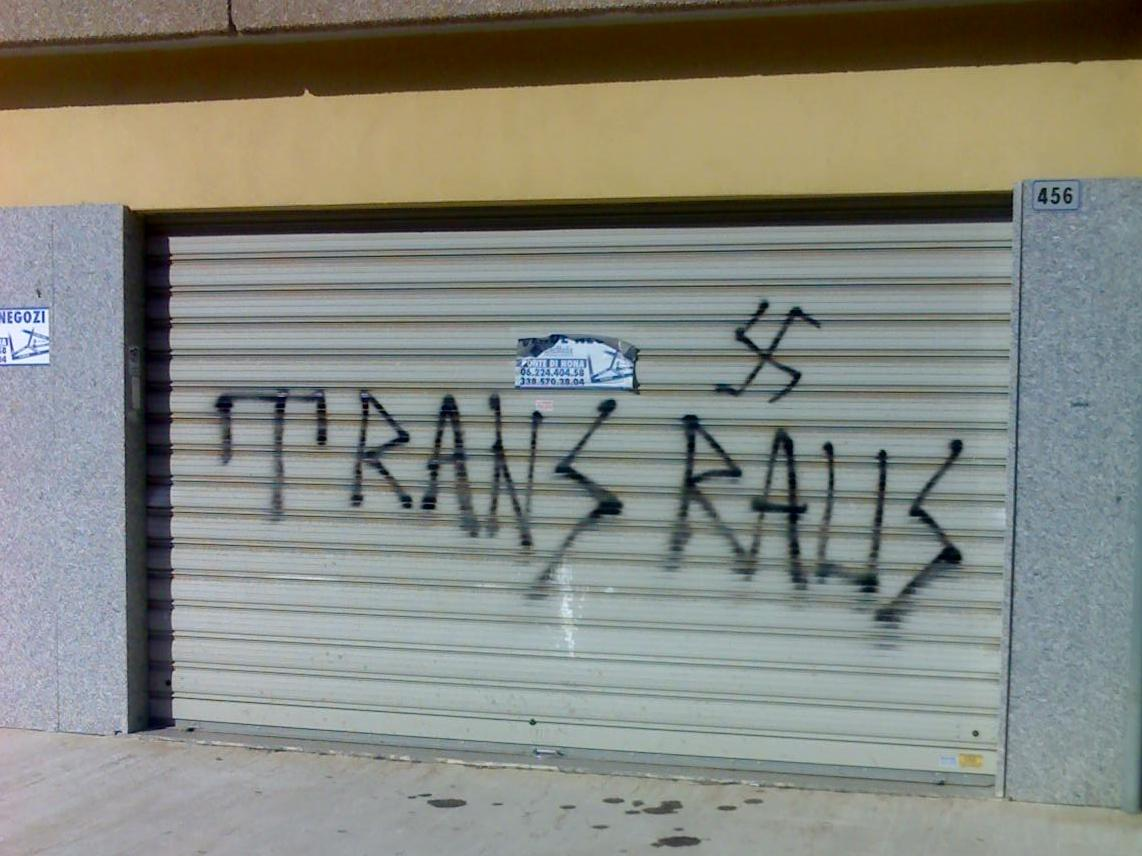
Трансфобная надпись со свастикой (TRANS RAUS — «трансы, пошли вон») в Риме

Трансфо́бия — негативное отношение к трансгендерным и транссексуальным людям. Для описания качеств и объектов, связанных с трансфобией, используется прилагательное «трансфобный». Человек, который проявляет трансфобию, называется словом «трансфоб». Трансфобия может выражаться в форме насилия, дискриминации, ненависти, отвращения, агрессивного поведения по отношению к людям, которые не соответствуют существующим в обществе гендерным ожиданиям и нормам. Трансфобия включает в себя институциональные формы дискриминации, криминализации, патологизации и стигматизации и проявляется различными способами: от физического насилия, языка вражды, оскорблений и враждебного изображения в СМИ до форм угнетения и социального исключения. Одной из базовых и повсеместно распространённых форм проявления трансфобии также является игнорирование гендерной идентичности трансгендерных людей, в частности использование неправильного грамматического рода, личных местоимений, обращений и личных имён — деднейминга. Отдельно выделяется интерсекциональное слияние трансфобии и мизогинии — трансмизогиния.

## Происхождение и употребление понятия
Слово «трансфобия» образовано по образцу слова «гомофобия» и составлено из приставки «транс-» («извне», «с другой стороны») от «трансгендер» и корня «-фоб-» (от др.-греч. φόβος, phóbos) — «страх, ужас, боязнь»). Понятия «гомофобия», «бифобия» и «трансфобия» используются для описания нетерпимости и дискриминации по отношению к ЛГБТ.
Трансфобия не является фобией в психиатрическом смысле, то есть видом фобического тревожного расстройства. Слово «трансфобия» используется в современных социальных науках в первую очередь для обозначения комплексного социального явления, аналогично слову «ксенофобия».
Некоторые современные исследователи и активисты считают понятие «трансфобия» с его отсылкой к индивидуальному, личному страху неудовлетворительным. Они указывают на то, что в основе насилия и дискриминации в отношении трансгендерных людей лежит, в первую очередь, системная культурная идеология отрицания, принижения и патологизации гендерной вариативности.

## Схожие понятия
Близкими понятиями являются «циссексизм» и «цисгендеризм». Трансфобия основывается на идеологии циссексизма, под которым понимают «убеждение, что гендер, с которым идентифицируют себя трансгендерные люди, менее значимый и достоверный, чем гендер цисгендеров». Циссексизм основывается на убеждении, что только биологические характеристики определяют, является ли человек мужчиной или женщиной. Данная установка в явном виде ставит гендерную идентичность трансгендерных людей ниже цисгендерных. Близкий к циссексизму термин «гендеризм» описывает «идеологию, которая укрепляет негативную оценку гендерной неконформности или несоответствия между полом и гендером» и «культурное убеждение, которое закрепляет негативную оценку людей, которые не представляют собой стереотипных мужчин или женщин». Иными словами, циссексизм является более узким термином, чем трансфобия, и относится только к трансгендерным людям с бинарной гендерной идентичностью (стремящихся к тому, чтобы окружающие воспринимали их как мужчин или женщин, в отличие от небинарных личностей). Понятие циснормативности подразумевает, что цисгендерность является единственной социальной нормой (так же, как при гетеронормативности нормой считается гетеросексуальность).

## Причины трансфобии
Писательница, биолог и теоретик трансфеминизма Джулия Серано в своей книге  «Девочка для битья» (англ. Whipping Girl) выдвигает теорию, согласно которой трансфобия представляет собой следствие сексизма. С точки зрения Серано, причиной трансфобии, как и гомофобии, является «сексизм противоположностей» (oppositional sexism), то есть убеждение, что мужчина и женщина — это «жёсткие, взаимоисключающие категории, каждая из которых обладает уникальным и непересекающимся набором свойств, склонностей, способностей и желаний». Серано противопоставляет сексизм противоположностей «традиционному сексизму» — убеждению о превосходстве мужчин и маскулинности над женщинами и фемининностью. Кроме того, как отмечает Серано, трансфобия подпитывается чувством собственной неуверенности, которое люди испытывают в связи с гендером и гендерными нормами.
Трансгендерная писательница и критик Джоди Нортон рассматривает трансфобию как продолжение гомофобии и мизогинии. Как отмечает Нортон, трансгендерных людей боятся и ненавидят — так же как геев и лесбиянок — за то, что они ставят под сомнение и подрывают гендерные роли и бинарную гендерную систему.

## Трансфобия и гомофобия
Многие трансгендерные люди также испытывают на себе гомофобию. Это может происходить потому, что многие люди не осознают разницы между сексуальной ориентацией и гендерной идентичностью, например, принимая трансгендерных женщин за феминно выглядящих геев. Как отмечают исследователи, иногда стереотипы и социальные требования к формам гендерного выражения (выбору одежды, кругу общения, профессии, хобби и т. д.) оказываются даже сильнее, чем к формам приватной сексуальной жизни людей. Таким образом, часто на практике провести границу между трансфобией и гомофобией оказывается сложно. С другой стороны, трансгендерные люди с негетеросексуальной ориентацией могут подвергаться гомофобии или бифобии по причине собственно своей ориентации.

## Проявления
Трансгендерные люди на протяжении всей жизни часто сталкиваются с насилием, дискриминацией, жестоким обращением, экономической и социальной маргинализацией. Трансфобия проявляется на всех уровнях жизни общества: от государственных и международных институтов до бытовых взаимодействий. Формы её выражения включают как преднамеренные поступки, в том числе преступления и проявления экстремальной ненависти, так и непреднамеренные действия, обусловленные отсутствием знаний, опыта взаимодействия с трансгендерными людьми и предрассудками.

### Отрицание гендерной идентичности и социальное исключение
Трансгендерные люди часто сталкиваются с вербальным насилием — когда окружающие игнорируют их гендерную идентичность в речи при обращении к ним или разговоре о них в третьем лице. Игнорирование гендерной идентичности человека в речи выражается в использовании слов и грамматики, не соответствующих гендерной идентичности человека: грамматического рода, местоимений, гендерно-маркированных обращений («девушка», «молодой человек») или старого имени, в случае если трансгендерный человек сменил имя. Вне зависимости от того, делается ли это преднамеренно или случайно, для трансгендерных людей это может быть крайне болезненным.
Отрицание гендерной идентичности человека и приписывание человека к иному гендеру называется принуждением к идентичности (англ. identity enforcement). Оно также может выражаться в принуждении к исполнению традиционной гендерной роли, соответствующей приписанному при рождению полу. Часто такая форма проявления трансфобии носит систематический характер. Например, по данным опросов, в России 69 % трансгендерных людей после каминг-аута подверглись попыткам «исправления», «лечения», «переучивания».
С отрицанием гендерной идентичности в той или иной форме сталкиваются все трансгендерные люди, причём иногда даже после совершения перехода. Непризнание гендерной идентичности регулярно исходит от врачей, сотрудников полиции, журналистов и окружающих людей. Трансгендерные люди называют этот опыт унизительным, губительным, особенно для трансгендерных подростков, жестоким и «ещё больше затрудняющим жизнь». Сознательно и намеренно отрицать идентичность трансгендерного человека в речи или действиях считается крайне оскорбительным.
Трансгендерных людей часто лишают доступа к правам и услугам, предназначенным для цисгендерных людей одной с ними гендерной идентичности. Часто трансгендерным людям отказывают в доступе к общественным туалетам, соответствующих их гендеру, убежищам, больницам и тюрьмам, предназначенным для людей их гендера. Согласно проведённым исследованиям, опасения об увеличении уровня насилия над женщинами при допуске транс-людей в туалеты являются беспочвенными. При этом большинство женщин Великобритании поддерживают транс-инклюзивные (то есть с разрешением входа транс-женщинам) уборные.

### Оскорбления и насилие
Трансгендерные люди часто испытывают нападки (англ. Trans bashing) в форме психологического, физического, сексуального или вербального насилия. Данный термин также применяется для обозначения языка вражды по отношению к трансгендерным людям и к выставлению их в негативном свете в средствах массовой информации. В то время как нападки на гомосексуалов направлены против их реальной или предположительной сексуальной ориентации, нападки на трансгендерных людей направлены против реальной или предположительной гендерной идентичности.
Помимо повышенного риска стать жертвой насилия и других угроз, стресс меньшинств, индуцируемый трансфобией, может привести к негативным эмоциональным последствиям и повысить риск самоубийства транс-людей.
Трансгендерные дети подвергаются по сравнению со своими цисгендерными сверстниками более высокому риску оскорблений и насилия в школе. По данным исследований, трансгендерные подростки в школе постоянно сталкиваются с насмешками, травлей и физическим насилием. В России, по имеющимся данным опросов, с насилием в школе сталкивались 59 % трансгендерных подростков, причём со стороны как сверстников, так и учителей. Респонденты сообщают об издевательствах, насмешках, травле (в том числе с одобрения или с участием учителей), унижениях, избиениях и сексуальном насилии в школе.
Взрослые трансгендерные люди часто сталкиваются с назойливым нежелательным вниманием, насмешками и угрозами насилия, в том числе в простейших бытовых ситуациях, например на улицах и в магазинах. По данным опроса, проведённого в США, 60 % трансгендерных людей подвергались насилию или оскорблениям в связи со своей гендерной идентичностью. 56 % сталкивались с оскорблениями и вербальной агрессией, 30 % подвергались физическим нападениям.
Данные многочисленных исследований сексуального насилия в отношении трансгендерных людей в США показывают, что с сексуальным насилием в тех или иных формах сталкивались около 50 % трансгендерных людей, что по показателю выше цисгендерных женщин (43,9 %).
Убийства на почве ненависти к трансгендерным людям распространены по всему миру, причём зачастую они носят особо жестокий и изощрённый характер. До недавнего времени систематического сбора информации об убийствах трансгендерных людей не велось. Сегодня действует международная правозащитная инициатива по мониторингу убийств трансгендерных людей. В рамках этого проекта собрана информация о 2343 убийствах трансгендерных людей по всему миру в период с 2008 по 2016 год. Исследователи отмечают, что эти данные далеко не полные.
Во многих странах есть широко известные трансгендерные люди — жертвы убийств на почве ненависти. Международную известность получили, в частности, трагические истории Брэндона Тины и Гвен Араухо. В память о жертвах трансфобии и для привлечения внимания к проблеме насилия над трансгендерными людьми ежегодно (с 1998 года) 20 ноября во многих странах отмечается День памяти трансгендерных людей, а 17 мая отмечается Международный день борьбы с гомофобией, трансфобией и бифобией.

### Мисгендеринг

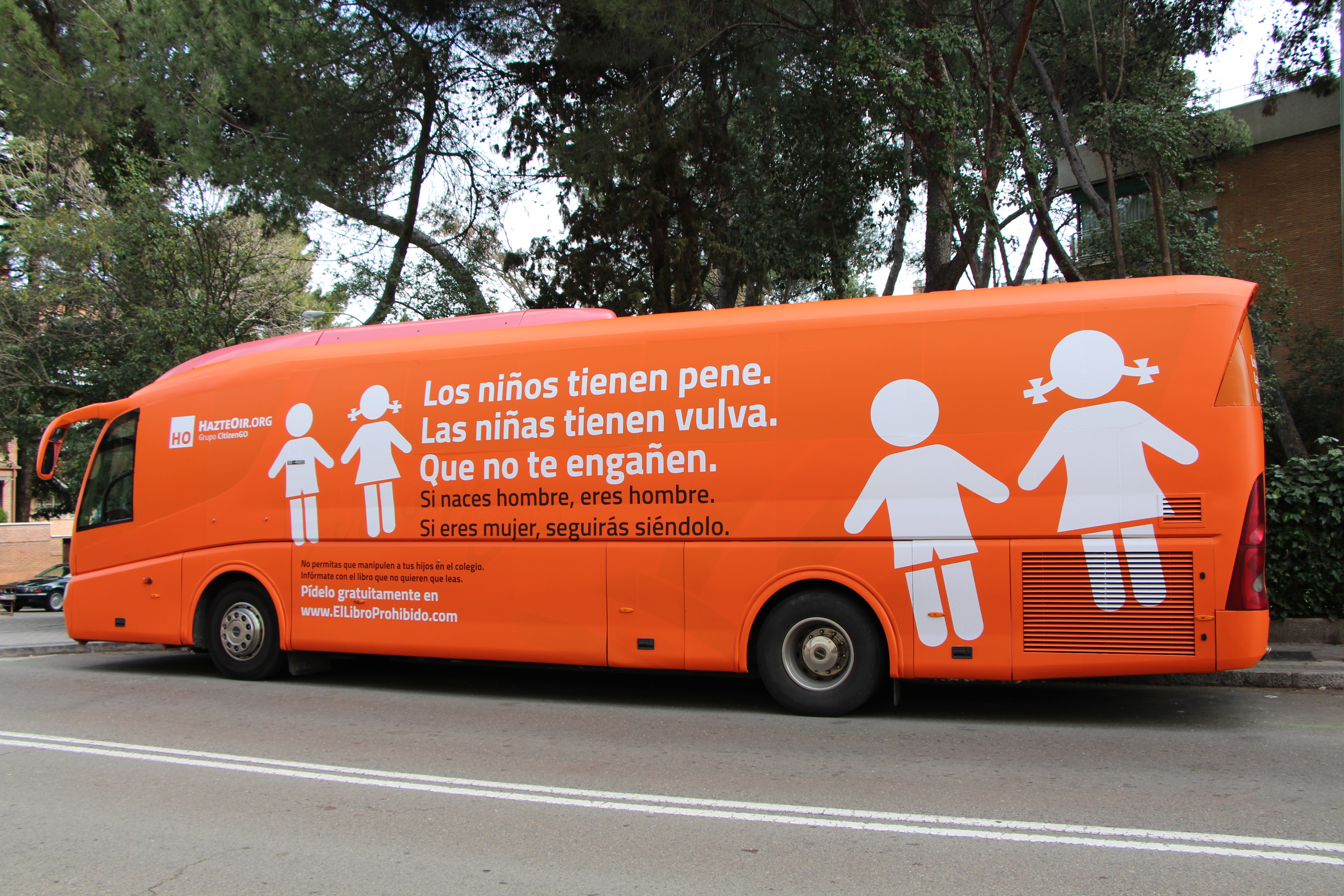
Автобус с трансфобным посланием, продвигаемым правой организацией HazteOir. Верхний текст на испанском переводится как: «У мальчиков есть пенис. У девочек есть вульва. Не дайте себя обмануть. Если ты родился мужчиной, ты мужчина. Если ты женщина, ты останешься женщиной»

Мисгендеринг — это называние людей словами, которые не соответствуют их гендерной идентичности. Мисгендеринг может быть преднамеренным или случайным; распространенные примеры неправильного гендерного определения человека: использование неправильных местоимений для описания кого-либо, использование неверных гоноративов (например, назвать трансмужчину «мэм», а трансженщину — «господин»), использование имени человека до перехода вместо его текущего имени (практика, называемая «деднеймингом»), или заявления о том, что человек должен придерживаться ролей или норм, установленных не для того гендера, с которым человек себя ассоциирует, например, требование использовать мужской туалет, даже если человек идентифицируется как женщина.
Все трансгендерные люди до перехода переживают опыт мисгендеринга, а многие имеют его и после перехода. Регулярный мисгендеринг исходит от врачей, полиции, СМИ и коллег; этот опыт описывается как унизительный, обидный, жестокий и «только усложняющий нашу жизнь». Исследование, проведённое в 2018 г. с участием 129 трансгендерных и гендерно-неконформных молодых людей, опубликованное в Journal of Adolescent Health, обнаружило, что «в каждом социальном контексте, где использовали то имя подростка, о котором он просил, статистически значимо уменьшались депрессивные симптомы, суицидальные мысли и суицидальное поведение». Преднамеренный мисгендеринг считается крайне оскорбительным для трансгендерных людей.

### Трансфобия в системе здравоохранения
Проблемы трансгендерных людей в сфере здравоохранения связаны как с получением специфической медицинской помощи в связи с транссексуальностью, так и с доступом к общим медицинским услугам. В медицинских учреждениях трансгендерные люди часто сталкиваются с отрицанием их идентичности, неуважением и оскорблениями, вплоть до неоказания медицинской помощи; из-за этого некоторые трансгендерные люди избегают обращаться к врачам.
Известны случаи гибели трансгендерных людей в результате неоказания им медицинской помощи по причине трансфобии. В частности, Тайра Хантер пострадала в автомобильной аварии в Вашингтоне, и, когда работники скорой помощи обнаружили, что она транссексуалка, они уехали с места происшествия, прекратив оказание помощи. Транссексуальный мужчина Роберт Идс обращался к более чем 20 врачам, и все они отказались лечить его от рака яичников, опасаясь, что это может повредить их практике. Впоследствии Роберт умер от рака.
Доступ к специализированной медицинской помощи для трансгендерных людей затруднён в большинстве стран мира. Во многих странах, в том числе в России, медицинские процедуры по коррекции пола не финансируются государством — таким образом, многие люди, которым такие процедуры необходимы по медицинским показаниям, не имеют к ним доступа. В странах, где необходимая трансгендерным людям медицинская помощь не предоставляется, существуют альтернативные практики, такие как нелегальные рынки гормональных препаратов. Такие альтернативные практики иногда приводят к серьёзным проблемам для здоровья и даже к смерти. Во многих странах хирургические операции по коррекции пола не проводятся или их качество низкое, и единственной возможностью для трансгендерных людей, которые нуждаются в таких операциях, оказываются поездки в другие страны или на другие континенты.
До 24 июля 2023 года в России для получения доступа к медицинским процедурам по коррекции пола было необходимо пройти наблюдение психиатра, получить диагноз «транссексуализм» и пройти специальную медицинскую комиссию. Такие комиссии действовали не во всех городах, и по имеющимся данным, 36 % трансгендерных людей, нуждавшихся в медицинской коррекции пола, не имели возможности пройти комиссию по месту жительства. 54 % трансгендерных людей сталкивались с отсутствием квалифицированных врачей в своём городе, 40 % были вынуждены самостоятельно подбирать схему и препараты гормональной терапии, 42 % не могли приобрести необходимые препараты. Даже в крупных городах России трансгендерные люди сталкивались с унижениями и издевательствами со стороны врачей при прохождении экспертизы, а также с отказами в проведении хирургических операций. 60 % трансгендерных россиян, нуждающихся в хирургической коррекции пола, ещё до принятия закона «о запрете смены пола» испытывали сложности с накоплением денег для оплаты операции, 31 % полагали, что собрать нужную сумму для них невозможно.

### Трансфобия на работе
Трансгендерные люди подвергаются агрессии и дискриминации в сфере труда. С началом перехода многие трансгендерные люди сталкиваются с неприятием и угрозами со стороны сотрудников и начальства. При поиске нового места работы часто возникают сложности из-за несоответствия внешности и документов, многие сообщают об оскорблениях и унижениях на собеседованиях. По данным российского опроса, лишь 23 % трансгендерных людей оценивают своё финансовое положение как хорошее, а 33 % не имеют постоянного источника дохода.
В некоторых странах, например в Хорватии, Эквадоре, Венгрии, Италии, Сербии и Швеции, а также в некоторых штатах США дискриминация на основании гендерной идентичности запрещена в рамках антидискриминационного законодательства.
Перед лицом безработицы и дискриминации некоторые трансгендерные люди обращаются к секс-работе, чтобы выжить, что влечёт за собой дополнительные риски преследования со стороны государства, а также насилия и проблем со здоровьем, в частности заражения ВИЧ-инфекцией.

### Трансфобия на государственном уровне
Многие страны мира не предусматривают процедуры изменения паспортного пола и имени для трансгендерных людей, тем самым на базовом уровне не признавая существования трансгендерных граждан. В тех странах, где законодательные процедуры смены юридического пола и имени существуют, они часто включают такие требования, как наличие психиатрического диагноза, хирургическая коррекция пола и стерилизация. Многие эксперты считают такие требования нарушениями базовых прав человека. Образцом в отношении соблюдения базовых прав трансгендерных людей считается Аргентина, где с 2012 года действует Закон о гендерной идентичности, позволяющий трансгендерным людям сменить все документы по подаче заявления, без суда и каких-либо дополнительных препятствий, и также обеспечивающий право на бесплатную гормональную и хирургическую медицинскую помощь.
В то время как в некоторых странах законодательство прямо запрещает дискриминацию по признаку гендерной идентичности, в других приняты законы, прямо или косвенно направленные на дискриминацию или криминализацию трансгендерных людей. В некоторых странах, например Тонга и Самоа, до сих пор формально действуют установленными западными колонизаторами законы, запрещающие кроссдрессинг. При этом фактически эти законы уже не применяются, а гендерно-вариантные и трансгендерные люди пользуются в культурах этих стран видимостью и признанием. В других странах, в частности Колумбии, Эквадоре, Казахстане, Польше и других, государственная дискриминация применяется для запрета или срыва мероприятий, связанных с трансгендерностью.

#### Государственная трансфобия в России
В некоторых регионах России действуют законодательные акты, запрещающие пропаганду трансгендерности. В целом в региональных законах о пропаганде использовались различные формулировки, и трансгендерность упоминалась в законах Санкт-Петербурга, Самарской и Костромской областей и республики Башкортостан. После принятия федерального закона о запрете «пропаганды нетрадиционных сексуальных отношений» среди несовершеннолетних (в котором трансгендерность не упоминается) санкт-петербургский закон был отменён. В Самарской области закон был отменён частично, и запрет на пропаганду трансгендерности остался в силе. К вопросам гендерной идентичности, а не сексуальной ориентации, законодательство о пропаганде было впервые применено в 2013 году в Санкт-Петербурге, когда районная администрация отказала активистам ЛГБТ-организации «Выход» в согласовании пикета, приуроченного к Международному дню памяти трансгендерных людей.
29 декабря 2014 года Правительство Российской Федерации приняло Постановление № 1604 «О перечнях медицинских противопоказаний, медицинских показаний и медицинских ограничений к управлению транспортным средством», в котором среди состояний, препятствующих получению водительских прав, упоминается в том числе транссексуальность. Эту новость многие истолковали как введение запрета на вождение для трансгендерных людей, хотя, по мнению юристов, законодательство по сути исключает такое толкование. Тем не менее, после принятия постановления трансгендерные люди начали сталкиваться со сложностями при получении медицинских документов для водительских прав. 2 апреля 2015 года Комитет ООН по правам человека рекомендовал властям Российской Федерации исключить указания на трансгендерные идентичности из списка противопоказаний к вождению.
В мае 2015 года в Госдуму был внесён законопроект о запрете на вступление в брак людям, «сменившим пол». Как указали авторы законопроекта, его цель — предотвратить использование процедуры «смены пола» для обхождения запрета на гомосексуальные браки путём создания ситуаций, когда юридический и «фактический» пол человека не совпадает. С критикой законопроекта выступили многие юристы, а также правовое управление Госдумы и парламент Кабардино-Балкарской республики. Эксперты указывают, что законопроект нарушает права всех граждан — как трансгендерных, так и цисгендерных — на неприкосновенность частной жизни и врачебную тайну, а также является абсурдным и противоречит собственным целям.

#### Трансфобия со стороны властей США
Американского президента Дональда Трампа неоднократно обвиняли в систематической дискриминации трансгендерных людей. В частности, Администрация Трампа заявляла, что хочет удалить определение «трансгендер» из официальных документов и свести гендерный спектр только к мужскому и женскому полу. Также Трамп отменил трансгендерным людям право выбора туалетов в школах и запретил им службу в армии. Свои действия американский лидер объяснил заботой о «традиционных ценностях» и необходимостью сократить траты на медицинское обслуживание трансгендерных людей в вооружённых силах. Инициативы Трампа вызвали широкий резонанс в среде ЛГБТ-активистов и сочувствующей им общественности, в частности, более 50 крупнейших американских компаний, в том числе Apple, Google, Facebook, Microsoft, Uber, IBM и Airbnb, подписали открытое письмо с требованием отменить пересмотр понятия «пол», а в социальных сетях распространялись посты с хэштегом #WeWontBeErased («Нас не сотрёшь»).

### Трансфобия в феминистическом движении
В феминистическом движении отношение к трансгендерным людям исторически варьирует: при второй волне феминизма (1960—1990-е гг.) часто было враждебным, однако с третьей волны феминизма (1990—2010-e гг.) борьба за права трансгендерных людей стала рассматриваться как неотъемлемая часть феминизма. Четвёртая волна феминизма (приблизительно с 2013 года) также является транс-инклюзивной (включающей трансгендерных людей). Национальная организация женщин и Фонд феминистского большинства также поддерживает борьбу за права транс-женщин наравне с цис-женщинами.
Так, в трансфобии по отношению к транс-женщинам обвиняют «исключающих транс-людей радикальных феминисток» (сокр. TERF), рядом исследователей относимых к антифеминистским группам ненависти. Представительницы этого направления являются меньшинством в западном феминистическом движении, они отрицают разделяемое большинством известных феминистских организаций убеждение в том, что транс-женщины являются женщинами, а их риторика расценивается ЛГБТ-активистами как откровенно трансфобная. По мнению критиков, утверждение о том, что транс-женщины — в действительности мужчины, являются не просто столкновением феминистских теорий и игрой слов, но имеют реальные негативные последствия. Защитники прав ЛГБТ говорят, что в то время как цисгендерные женщины могут найти поддержку в кризисных центрах и женских шелтерах, трансгендерным женщинам, как правило, недоступны подобные безопасные пространства из-за трансфобии сотрудниц, которую они черпают в антитрансгендерных теориях. Поэтому они считают, что трансфобия, распространённая в феминистической среде — фактор, увеличивающий подверженность трансгендерных женщин насилию. По данным исследования Ребекки Л. Стротцер, примерно 50 % трансгендерных людей пострадали от сексуального насилия, что превышает число жертв сексуального насилия среди цисгендерных женщин на протяжении всей жизни (43,9 %).
В женском движении вопрос трансгендерности начал активно обсуждаться во время второй волны феминизма в конце 1970-х годов. В 1977 году радикальная феминистка Глория Стайсем подвергла критике операции по коррекции пола, заявив, что трансгендерные люди часто «хирургически калечат свои собственные тела». Хирургическая коррекция пола, как и право на аборт, относится к соматическим правам человека, в защиту которых выступает современное феминистское движение (см. также: «Моё тело — моё дело»). В 1979 году радикальная лесбийская феминистка Дженис Реймонд написала книгу «Транссексуальная империя», в которой утверждала, что «транссексуалы насилуют женские тела, превращая их лишь в артефакт. Они присваивают наши тела себе» (позже отказавшись от этих слов, признав использование слова «насилие» неудачной метафорой). Данная работа в феминистской среде обозначена как «энциклопедия феминистской трансфобии», а приведённые в ней трансфобные аргументы распространены и по настоящее время. По мнению Реймонд, трансгендерные люди хотят жить в соответствии со стереотипными представлениями о мужчинах и женщинах, вместо того чтобы отказаться от гендера в принципе. Впоследствии книга «Транссексуальная империя» получила широкую критику со стороны многих феминистских и ЛГБТ-активистов как крайне трансфобная, содержащая риторику ненависти и личные нападки на трансгендерных людей. Статья Кэрол Ридделл «Разобщённое сестринство» (англ. Divided Sisterhood) — одна из ранних трансфеминистских работ, которая была посвящена критике «Транссексуальной империи». В ней Реймонд критикуется за догматизм, игнорирование опыта транссексуальных личностей, отрицание исторических сведений о трансгендерности, а также безосновательное сведение причин трансгендерности лишь к проблеме патриархата. Началом трансфеминистского движения считается эссе «Империя наносит ответный удар: посттранссексуальный манифест» транс-женщины Сэнди Стоун, представляющее собой прямой ответ на нападки Дж. Реймонд, а также критику её трансфобных аргументов и полового эссенциализма.
В среде трансфобно настроенных представительниц феминистского движения продолжаются споры о том, может ли называть себя «женщиной» личность, не пережившая специфический женский опыт вроде менструации, беременности, аборта, предменструального синдрома. При этом игнорируется факт существования цисгендерных женщин, рождённых без матки (в частности, при синдроме МРКХ), которые также не имеют при жизни подобного опыта. По мнению трансфеминисток, принадлежность человека к женщинам определяется исключительно самоидентификацией человека в качестве женщины, и никакие биологические (хромосомы, гениталии) или социальные (социализация, опыт, внешний вид) признаки не могут являться основанием для приписывания человеку пола.
Трансфеминистки последовательно противостоят аргументам несогласных с ними феминисток и доказывают, что позиция, исключающая транс-женщин, противоречит самой феминистской теории и её основным концепциям. Одной из базовых причин отказа в признании транс-женщин в качестве женщин феминистками, которых обвиняют в трансфобных убеждениях, является отсутствие у многих из них вагин и присутствие пенисов, что по мнению трансфеминисток является проявлением сексуальной объективизации. В то же время тезис, что «у некоторых женщин есть пенисы» неоднозначно воспринимается в обществе даже западных государств, а позиции трансфеминизма критикуются женщинами с разных сторон политического спектра.
Среди трансфобно настроенных радикальных феминисток существует мнение, что допуск транс-женщин в «женские пространства» будет угрожать насилием цис-женщинам. Данные опасения опровержены экспертами (включая сотрудников полиции, должностных лиц правоохранительных органов и адвокатов жертв сексуального насилия) по результатам исследований в 12 штатах США. С научной и эмпирической точки зрения не существует доказательств, что допуск трансгендерных женщин в женские пространства вызовет повышение уровня насилия.

### Дискриминация в спорте
Ровно как в случае с интерсекс-людьми, острые дебаты вызывает участие трансгендерных спортсменок на женских соревнованиях. Так, бывшая первая ракетка мира Мартина Навратилова заявила, что «нельзя просто объявить себя женщиной и получить возможность соревноваться с женщинами. Должны быть какие-то стандарты, которые не позволяли бы иметь пенис и участвовать в соревнованиях как женщина», за что на неё обрушились с обвинениями в трансфобии защитники прав трансгендерных людей. Убеждение в том, что допуск транс-женщин к спортивным состязаниям наравне с цис-женщинами даёт транс-женщинам преимущество, по мнению некоторых исследователей, не является достаточно обоснованным, так как не учитываются транс-люди, начавшие трансгендерный переход в препубертатном возрасте (и, соответственно, не имеющие резких отличий от цисгендерных людей в плане костной прочности, мышечной массы, силы и т. п.).

### Виды трансфобии
Трансфобия проявляется во множестве форм, охватывающих как межличностные взаимодействия, так и системные структуры. Для более точного анализа и понимания её разнообразного воздействия на жизнь трансгендерных людей, исследователи и организации, работающие в этой области, выделяют различные типы трансфобии.

#### Институциональная трансфобия
Институциональная (или структурная) трансфобия (англ. institutional or structural transphobia) — это форма трансфобии, проявляющаяся в политике, законах, нормах и практиках учреждений или систем, которые дискриминируют или исключают трансгендерных людей, даже если сами правила не содержат явных дискриминационных формулировок.

#### Трансфобия в СМИ и культуре
Трансфобия в СМИ и культуре проявляется в широком распространении негативных или стереотипных представлений о трансгендерных людях в медиа (СМИ), искусстве, массовой культуре и общем общественном дискурсе. Например, высмеивание их в комедиях; демонизация в новостях; недостаток или искажённое представление трансгендерности в медиа; отсутствие видимости таких людей в публичном пространстве, что может способствовать формированию общественного неприятия. 

#### Интернализованная трансфобия
Интернализованная трансфобия (англ. internalized transphobia) — это психологический феномен, при котором трансгендерный человек усваивает и принимает негативные, стигматизирующие и дискриминационные установки общества в отношении трансгендерных людей, направляя их как на самого себя (вертикальная интернализованная трансфобия), так и на других трансгендерных людей или сообщество (горизонтальная интернализованная трансфобия). 
- Вертикальная интернализованная трансфобия: Направлена на самого себя и выражается в самообъективации, стыде, вине, самоненависти и осуждении собственной трансгендерной идентичности, внешности или поведения, которые не соответствуют циснормативным ожиданиям[98].
- Горизонтальная интернализованная трансфобия: Проявляется как предубеждение или отчуждение по отношению к другим трансгендерным людям или к трансгендерному сообществу в целом. Человек может стремиться дистанцироваться от других трансгендерных людей, чтобы избежать ассоциированной стигмы, или даже проявлять негативное отношение к тем, чьё гендерное выражение не соответствует определённым ожиданиям и представлениям о трансгендерности. Это также может выражаться в чувстве изоляции и обособленности от других трансгендерных людей.

Например, самоотрицание, стыд за свою идентичность, самоненависть, попытки скрыть или изменить свою трансгендерность, что значительно ухудшает психическое здоровье и может способствовать развитию депрессии, тревожности и суицидальных мыслей.